# بنجامين س. دوكينز سينيور
بنجامين س. دوكينز سينيور (بالإنجليزية: Benjamin C. Dawkins, Sr.)‏ هو محامي وقاضي أمريكي، ولد في 19 يوليو 1881، وتوفي في 22 أغسطس 1966.